# ريإيج ناكاجما
ريإيجِ ناكاجِما (باليابانية: 中島 礼司) (28 يونيو 1979 في كاناغاوا في اليابان – )؛ هو لاعب كرة قدم ياباني سابق كان يلعب كلاعب وسط.

## وصلات خارجية
- ريإيج ناكاجما على موقع رابطة كرة القدم اليابانية للمحترفين (اليابانية)